# 太田治
太田 治 (おおた おさむ、1965年3月23日 - )は、日本の元ラグビー選手、指導者。JAPAN RUGBY LEAGUE ONE NECグリーンロケッツ東葛のアドバイザーを務める。

## プロフィール
- 秋田県出身。
- 現役時代のポジションはプロップ(PR)。
- 日本代表キャップは27。

## 来歴
秋田工業高校から明治大学へ進学し、3年時には、全国大学選手権優勝に貢献。4年時には日本代表に選出、1986年のアメリカ戦で初キャップを得る。
卒業後の1987年、日本電気に入社。1990年から2年間は主将を務める。
日本代表としては宿澤広朗監督の下、1989年5月28日のスコットランド戦での歴史的勝利や、1991年W杯初勝利に貢献。1995年W杯にも出場した。
2000年、NECグリーンロケッツの監督に就任。2002年度の日本選手権優勝に導く。
トップリーグ参戦に伴い、2003年副部長に就任。マイクロソフトカップ初代王者、2004年度日本選手権優勝を果たす。
2005年8月6日、ラグビー日本代表の新体制移行に伴い、初代ゼネラルマネージャーに就任。ヘッドコーチ職とは異なり、男子15人制チームだけでなく、女子や7人制を含むすべての日本代表チームを統括した。
2006年、ジャン＝ピエール・エリサルドヘッドコーチ解任を受け、W杯アジア最終予選でヘッドコーチ代行を務める。NECグリーンロケッツ時代のチームメイト・友人である、元オールブラックスウイングのジョン・カーワンを、新ヘッドコーチに招聘した。
2012年、ラグビー日本代表ゼネラルマネージャーを退任し、7人制日本代表チームディレクターに就任。
2019年から、ジャパンラグビートップリーグ第3代チェアマンに、リーグ終了の2021年まで就任。
2021年9月、ジャパンラグビーリーグワンの常務理事に就任。
2023年8月10日、ジャパンラグビーリーグワンの常務理事を退任。NECグリーンロケッツ東葛のアドバイザーに就任。
2023年11月30日、男子セブンズ日本代表ナショナルチームディレクター兼U20日本代表チームコーディネーターの職を退任。